# 诺基亚N85
诺基亚 N85是诺基亚生产的一款智能手机，在2008年第四季上市。

## 特色
- 錄影功能 || 具備 MPEG-4 VGA (640x480) 可至30 fps
- 多媒體訊息 || 有
- 視訊通話 || 有
- 即按即說 || 有
- Java 支援 || 有, MIDP 2.1, CLDC 1.1
- 記憶卡插槽 || 有, 最高支援8GB microSD
- 藍牙 || 有, 2.0 + EDR
- Wi-Fi || 有, 具備無線區域網路(802.11 b/g)與UPnP (通用型即插即用),大陆行货不支持WiFi功能
- 紅外線 || 无
- 傳輸線 || 有, 使用USB 2.0 傳輸
- 瀏覽器 || Nokia 網頁瀏覽器 with Mini map
- 電子郵件 || 支援 POP 與 SMTP
- 音樂播放 || 有，可使用立體聲喇叭播放
- 收音機 || 有, 立體聲FM收音機與視覺收音機
- 短片播放 || 有
- 和絃 || 64和絃
- 鈴聲支援 || MP3、AAC、AAC+、eAAC+、WMA、M4A、RealAudio
- 耳機 || 使用直徑3.5mm的耳機孔，或是支援A2DP的無線藍牙耳機
- 飛航模式 || 有
- 電池種類 || 鋰電池 BL-5K 3.7V*1200mAh
- 充電器 || 大陸版隨機AC-10C (輸出5V*1.2A)
- 通話時間 || 400分鐘
- 待機時間 || 363小時
- 重量 || 128 grams
- 長寬高 || 103×50×16mm
- 推出時間 || Q4/2008
- 額外功能 || Text to speech, Quickoffice office suite, Speaker-independent voice-dialing, Built-in GPS, Remote over-the-air synchronization, OMA DRM 2.0 & WMDRM support for music,内置游戏,兼容N-GAGE游戏平台，调频發射